# Гемопоэз
Гемопоэз (от др.-греч. αἷμα, кровь и ποίησις — выработка, образование, от ποιεῖν — творить), кроветворение — это процесс образования, развития и созревания клеток крови — лейкоцитов, эритроцитов, тромбоцитов у позвоночных. Классифицируют эмбриональный (внутриутробный) гемопоэз и постэмбриональный гемопоэз.

## Гемопоэз урыб
В отличие от высших позвоночных, у рыб отсутствуют костный мозг и лимфатические узлы, гемопоэз происходит как в органах, в состав которых входит ретикулярный синцитий (жаберный аппарат, почки, лимфоидный орган), так и эндотелии сосудов жаберного аппарата и сердца и селезёнке и, в некоторых случаях, слизистая кишечника. У костных рыб основным органом кроветворения являются передние части почек, гемопоэз идёт также и в лимфоидных органах, и в селезёнке. Особенностью рыб является наличие в крови как зрелых, так и молодых эритроцитов, эритроциты имеют ядра.

## Гемопоэз умлекопитающих
Гемопоэз у млекопитающих осуществляется кроветворными органами, прежде всего — миелоидной тканью красного костного мозга. Некоторая часть лимфоцитов развивается в лимфатических узлах, селезёнке, вилочковой железе (тимусе), которые совместно с красным костным мозгом образуют систему кроветворных органов.
Предшественниками всех клеток — форменных элементов крови — являются гемопоэтические стволовые клетки костного мозга, которые могут дифференцироваться двумя путями: в предшественников миелоидных клеток (миелопоэз) и в предшественников лимфоидных клеток (лимфопоэз).

### Миелопоэз
При миелопоэзе (др.-греч. μυελός — костный мозг + ποίησις — выработка, образование) в костном мозге образуются форменные элементы крови: эритроциты, гранулоциты, моноциты и тромбоциты. Соответственно, процесс развития и созревания этих клеток называется эритропоэз, гранулоцитопоэз, моноцитопоэз и мегакариоцитопоэз. Миелопоэз происходит в миелоидной ткани, расположенной в эпифизах трубчатых и полостях многих губчатых костей. Ткань, в которой происходит миелопоэз, называется миелоидной. Особенностью миелопоэза человека является изменение кариотипа клеток в процессе дифференциации, так, предшественниками тромбоцитов являются полиплоидные мегакариоциты, а эритробласты при трансформации в эритроциты лишаются ядер.

### Лимфопоэз
Лимфопоэз происходит в лимфатических узлах, селезёнке, тимусе и костном мозге. Лимфоидная ткань выполняет несколько основных функций: образование лимфоцитов, образование плазмоцитов и удаление клеток и продуктов их распада.

### Эмбриональный гемопоэз млекопитающих
Гемопоэз на эмбриональной стадии претерпевает изменения при онтогенезе. На ранних стадиях развития эмбрионов человека гемопоэз начинается в утолщениях мезодермы желточного мешка, продуцирующего эритроидные клетки примерно с 16—19 дня развития и прекращается после 60-го дня развития, после чего функция кроветворения переходит к печени и селезёнке, начинается лимфопоэз в тимусе (т. н. гепатоспленотимическая стадия). Последним из кроветворных органов в онтогенезе развивается красный костный мозг, играющий главную роль в постэмбриональном гемопоэзе. Костный мозг начинает формироваться в период, когда гематопоэз уже иссяк в желточном мешке, временно осуществляется в печени и активно развивается в тимусе. После окончательного формирования костного мозга гемопоэтическая функция печени угасает.